# Molosse à crinière
Espèce
Statut de conservation UICN

 LC  : Préoccupation mineure
Le molosse à crinière, molosse pâle ou tadaride de Chapin est une espèce de chauve-souris de l'Afrique subsaharienne.
Cette espèce a été nommée d'après l'ornithologue américain James Paul Chapin (1889-1964).